# 代爾扎尼夫卡 (切爾尼戈夫州)
51°4′10″N 31°20′22″E / 51.06944°N 31.33944°E
代爾扎尼夫卡（烏克蘭語：Держанівка）是烏克蘭北部切爾尼戈夫州尼任區的村落，始建於1600年，面積1.37平方公里，海拔高度116米，2001年人口655，人口密度每平方公里478.1人。